# 1990 (album d'Achille Lauro)
Pour les articles homonymes, voir 1990 (homonymie).
Albums de Achille Lauro
1969
(2019)
Singles
1. Sweet Dreams
Sortie : 2020
2. Scat Men
Sortie : 2020

1990 est le premier album de reprises de l'auteur-compositeur-interprète et rappeur italien Achille Lauro, sorti le 24 juillet 2020 par Elektra Records.
L'album est certifié disque d'or. Les singles Sweet Dreams et Scat Men sont aussi certifiés disques d'or.

## Description
Le disque se compose de sept titres qui reprennent les hits mondiaux des années 1980, 1990 et 2000, avec la participation de Ghali, Capo Plaza, Gemitaiz, Massimo Pericolo, Annalisa et Alexia.

## Liste des titres
| 1. | 1990 (Back 2 Dance)                         | 3:31 |
| 2. | Scat Men (Feat. Ghali, Gemitaiz)            | 3:46 |
| 3. | Sweet Dreams (Feat. Annalisa)               | 3:00 |
| 4. | You and Me (Feat. Alexia, Capoplaza)        | 3:41 |
| 5. | Summer's Imagine (feat. Massimo Pericolo)   | 3:12 |
| 6. | Blu (feat. Eiffel65)                        | 3:59 |
| 7. | I wanna be an Illusion (Fat. Benny Benassi) | 3:35 |

| 1.  | Sans titre                                   | 0:37 |
| 2.  | 1990 (Back 2 Dance)                          | 3:31 |
| 3.  | FM 90.91 3 - Ore a Notte                     | 1:02 |
| 4.  | Scat Men (feat. Ghali, Gemitaiz)             | 3:46 |
| 5.  | FM 92.93 - Dissonanza Emotiva                | 0:46 |
| 6.  | Sweet Dreams (feat. Annalisa)                | 3:00 |
| 7.  | FM 94:95 - Re de la Misère                   | 0.35 |
| 8.  | You and Me (feat. Alexia, Capoplaza)         | 3:41 |
| 9.  | FM 96.97 - Ave o Maria                       | 0:18 |
| 10. | Summer's Image (feat. Massimo Pericolo)      | 3:12 |
| 11. | FM 98.99 - Il Banco degli Imputati           | 1:42 |
| 12. | Blu (feat. Eiffel65)                         | 3:59 |
| 13. | FM 20.00 - Non è Shakespeare                 | 0:34 |
| 14. | I wanna be an Illusion (feat. Benny Benassi) | 3:35 |

## Échantillons
Les échantillons des principaux titres de l'album sont les suivants ,:
- Be My Lover du groupe La Bouche (1995) pour 1990 (Back to Dance)
- Scatman's World de Scatman John (1994) pour Scat Men
- Sweet Dreams (Are Made of This) du duo Eurythmics (1983) pour Sweet Dreams ;
- Me and You d' Alexia (1995) pour You and Me
- The Summer Is Magic (1993) du groupe Playahitty pour Summer's Imagine
- Blue (Da Ba Dee) (1999) du groupe Eiffel 65 pour Blu
- Illusion (2003) du duo Benassi Bros pour I Wanna Be an Illusion

## Classements
| Classement (2020) | Meilleure position |
| ----------------- | ------------------ |
| Italie            | 1                  |

| Classement (2020) | Meilleure position |
| ----------------- | ------------------ |
| Italie            | 72                 |